# سلم كبير
سلم كبير أو سلم الماجور (بالإنجليزية: Major scale)‏ هو سلم موسيقي يتألف من 7 نغمات متباينة، ونغمة ثامنة مماثلة للنغمة الأولى ولكنها ذات أوكتاف واحد أعلى. من أبسط السلالم الكبيرة للكتابة أو العزف هو سلم C الكبير وهو السلم الكبير الوحيد الذي لا يحوي أي علامات شارب أو فلات ومن الممكن عزفه على البيانو باستخدام المفاتيح البيضاء فقط.
هناك اثنا عشر سلم ماجور ودرجاته تخضع لنظام الأبعاد نفسه الموجود في مقام الماجور ونظام الأبعاد يحكم عدد إشارات التحويل الموجودة في لائحة كل سلم إذ تتحدد السلالم بلائحتها.
اشتقاق سلالم الماجور:
- اشتقاق بواسطة الدييز (#)
تراعي ترتيب الدبيزات:
فا - دو - صول - ري - لا - مي - سي
ويكون اسم سلم الماجور هو الدرجة التي تلي بنصف بعد) النوتة التي تتوقف عندها في ترتيب الدبيزات.

سلم C الكبير

يلاحظ أن السلالم التي تحتوي إشارات دبيز في لائحتها لا تحتوي دبيز في اسم السلم.
اشتقاق بواسطة البيمول (b)
نراعى ترتيب البيمولات:
سي - مي - لا - ري – صول – دو - فا
ويكون اسم سلم الماجور هو الدرجة التي تسبق النوتة التي توقفنا عندها في ترتيب البيمولات. يلاحظ أن السلالم التي تحتوي إشارات بيمول في لائحتها تحتوي كلمة بيمول في اسم السلم.